# 伯恩斯鎮區 (密歇根州)
伯恩斯鎮區（英語：Burns Township）是位於美國密歇根州夏厄沃西縣的一個行政鎮區。

## 地方資料
伯恩斯鎮區的面積為93.00平方千米，當中陸地面積為91.40平方千米，而水域面積為1.60平方千米。根據2020年美國人口普查的數據，當地共有人口3280人，而人口密度為每平方千米35.27人。